# Piràmide inacabada de Zawiet al-Arian

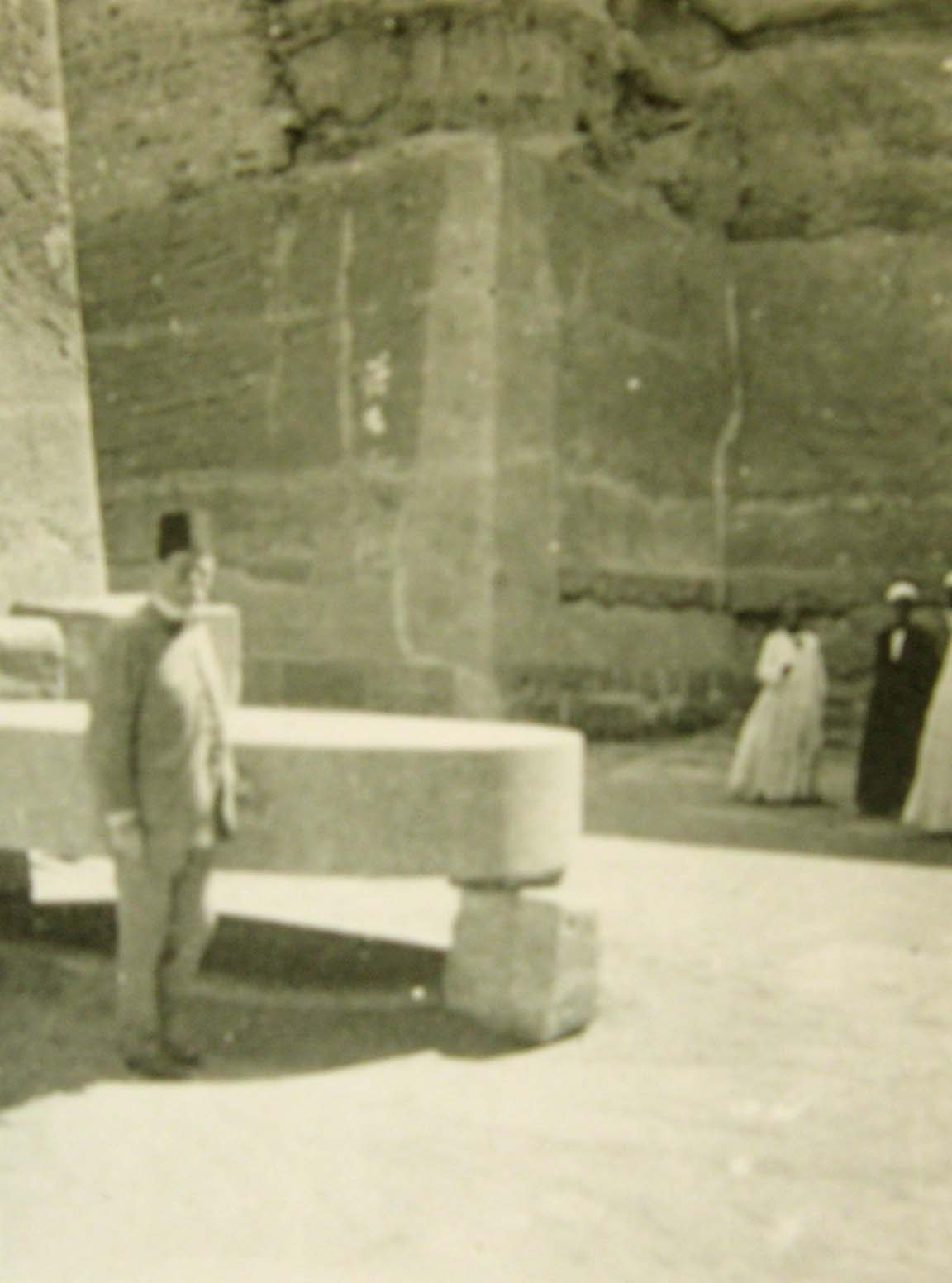
Fotografia de la piràmide. 1912

La piràmide inacabada o piràmide de Baka és una piràmide abandonada a mig construir situada a la necròpolis de Zawiet al-Aryan, a 7 quilòmetres al nord de Saqqara. Va pertànyer probablement al faraó Bakka de l'Imperi Antic. La importància de les piràmides inacabades com aquesta rau sobretot en el fet que ajuda a entendre el sistema de construcció de les tombes de l'Imperi Antic.

## Exploració i excavacions

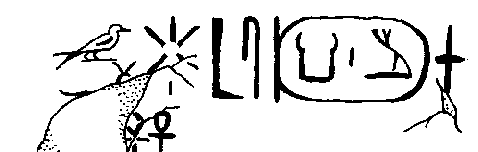
Inscripció amb el nom del faraó, que s'interpreta com a "Baka"

Entre el 1842 i el 1846, durant l'expedició encapçalada per Lepsius, l'anomenada "Expedició Reial Prussiana" enviada per Frederic Guillem IV de Prússia, van anomenar la piràmide a mig construir "La grande excavation" (la gran excavació) i la van catalogar amb el número XIII de la llista de piràmides de Lepsius (publicat a Denkmaeler aus Aegypten und Aethiopien).
Igual que havia passat amb la majoria de monuments de l'antic Egipte, com l'Esfinx de Kefren o els temples d'Abu Simbel, el desert l'ha cobert diverses vegades i l'ha fet desaparèixer quasi del tot. L'egiptòleg italià Alessandro Barsanti la va excavar i netejar entre el 1905 i el 1912, les excavacions van cessar a causa de l'inici de la Primera Guerra Mundial i la mort de l'egiptòleg el 1917. El desert la va tornar a cobrir i no va ser fins al 1954 que es va tornar a excavar, aquest cop, però, per a servir d'escenari de la superproducció nord-americana Terra de faraons.
Avui dia forma part d'uns terrenys declarats zona militar i tancats a l'accés civil. Per aquest motiu no s'ha tornat a excavar i roman colgada per la sorra. La moderna urbanització de la zona està entrant en l'àrea de construcció de la piràmide, com passa per exemple amb la de la piràmide de Kheops. Malgrat tot, encara se n'aprecia la forma a les fotografies de satèl·lit.

## La construcció

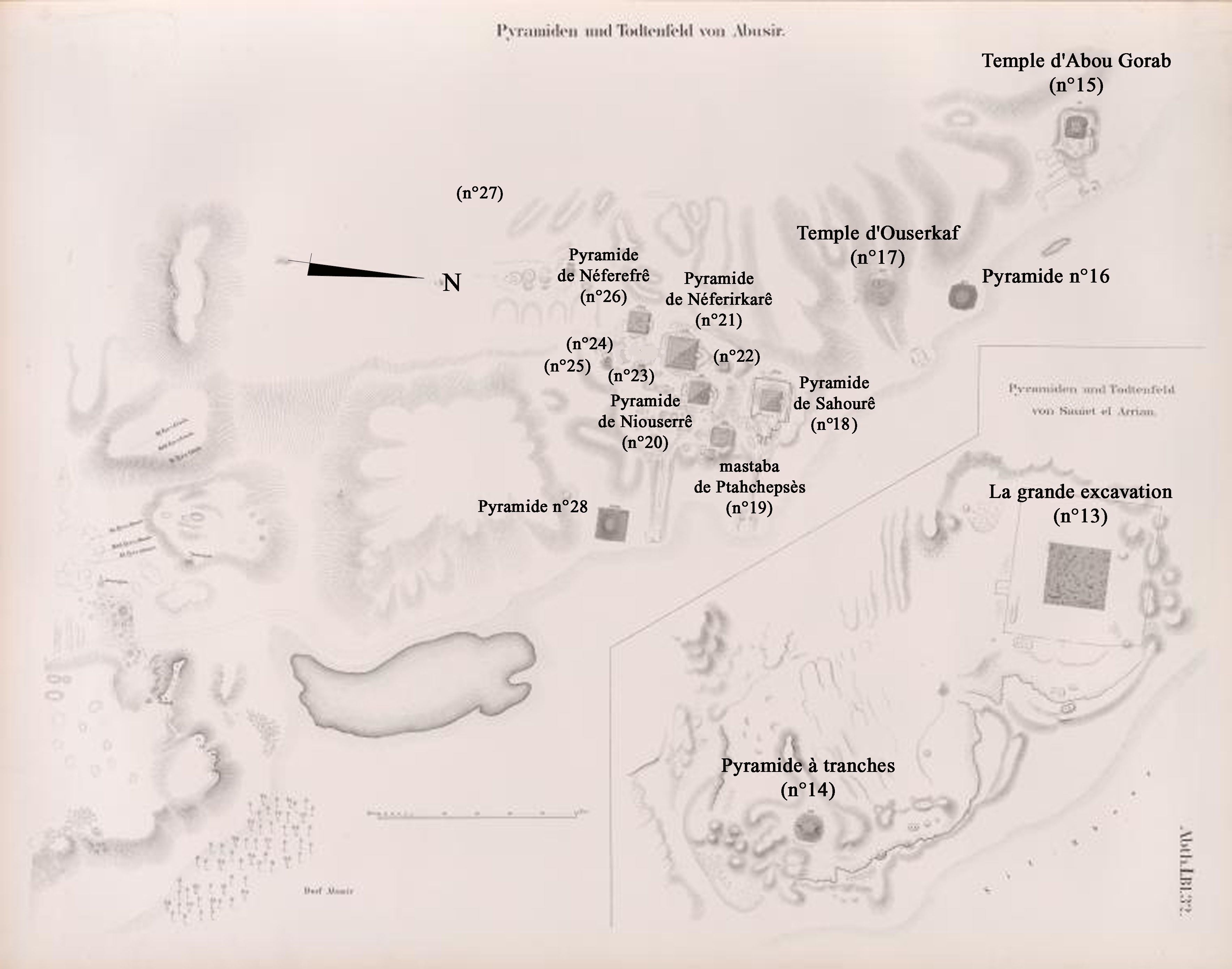
Mapa de l'expedició de Lepsius, a la dreta, núm. 13 "Grande excavation"

Es va començar a construir a finals de quarta dinastia probablement en honor del faraó Baka, oncle o cosí de Micerí, sembla que es tractaria del faraó que va regnar durant uns set anys i que apareix amb el nom esborrat al Papir de Torí, probablement fill de Djedefre i de Khentetenka. Les inscripcions que s'hi ha trobat es podrien llegir potser com Nebka però són difícils de llegir i també es poden referir a Bakka que fou conegut com a Nebkare i com Bakaure: Al principi els egiptòlegs pensaven que es tractava d'una piràmide de la tercera dinastia, perquè el complex està orientat en un eix nord-sud, com les piràmides d'aquesta dinastia, i per les inscripcions amb el nom de Nebka, però el nom del faraó duia un cartutx com els que s'empraren a partir de la quarta dinastia i l'estructura de la piràmide també era similar a les de la quarta dinastia.
Sembla que els treballs de construcció de la piràmide van durar relativament poc i que no es va arribar a acabar mai, possiblement per la mort prematura del faraó, ja que no hi ha vestigis d'esfondrament. Només hi ha les restes de les primeres pedres de les parets i s'aprecia el plantejament d'una base quadrada per a l'estructura externa de la piràmide que hauria arribat als 200 metres; d'haver estat completada, per les mides que se n'extreuen, segurament hauria estat tan gran con la de Khefren. Té un disseny similar al de la Piràmide inacabada d'Abu Rawash.

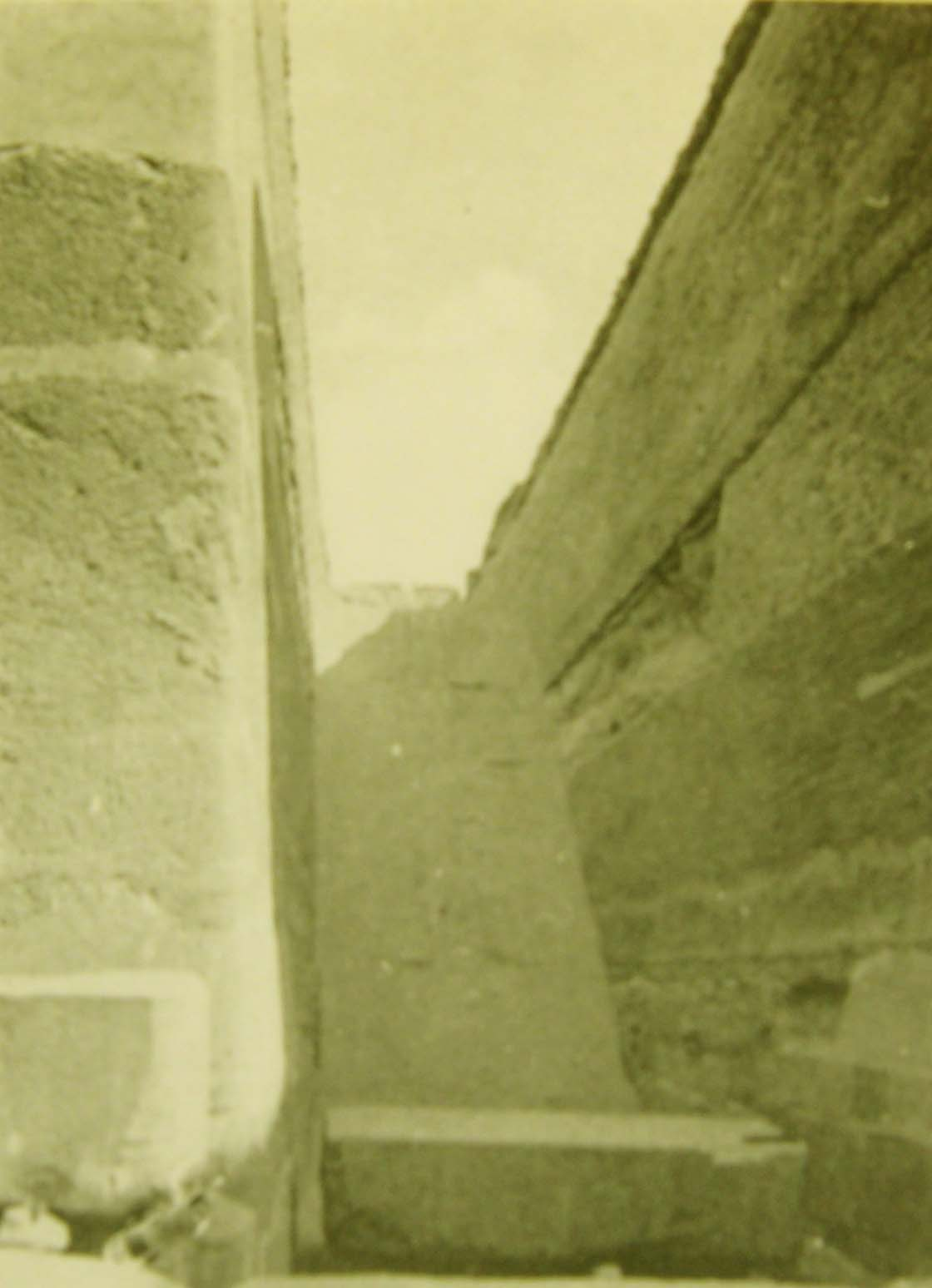
Rampa d'accés.

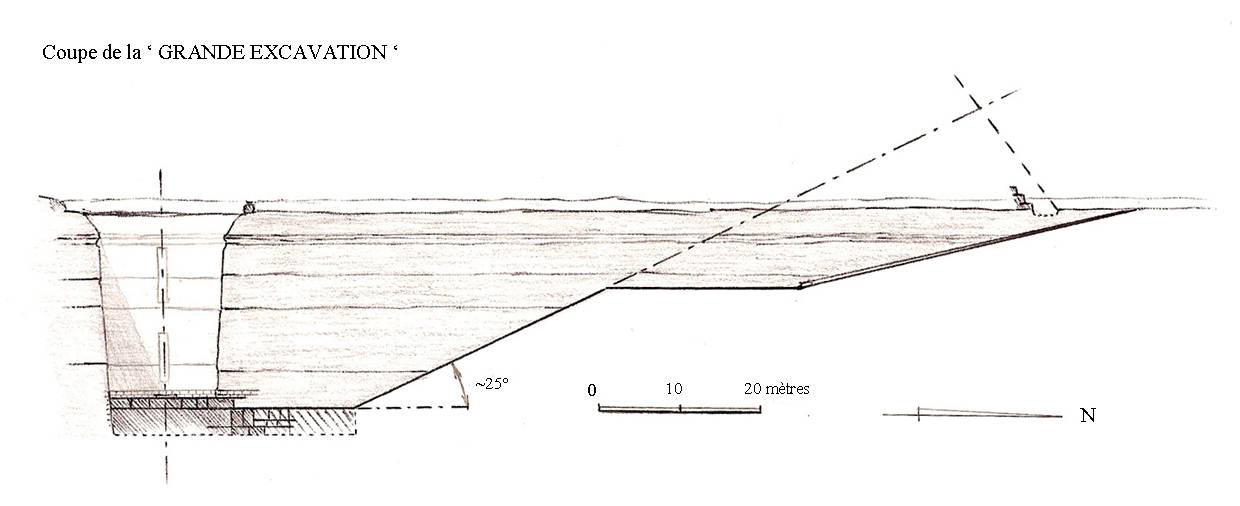
Alçat de l'estructura interna

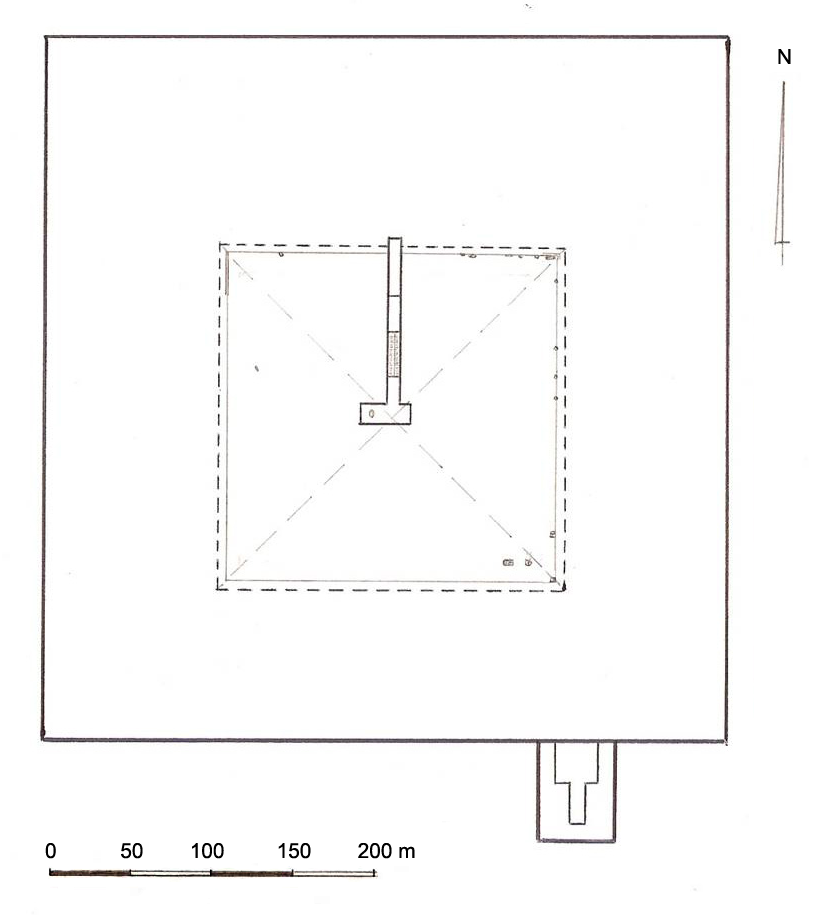
Planta de la piràmide

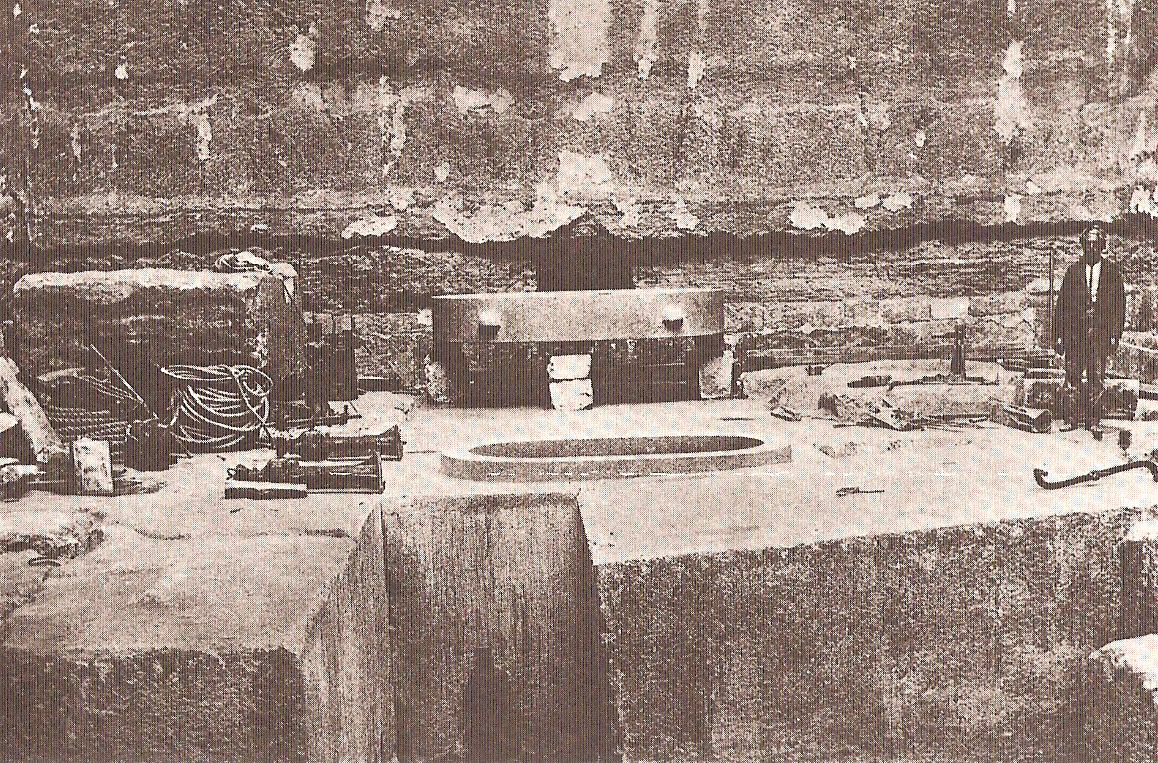
Fotografia de l'àrea del sarcòfag

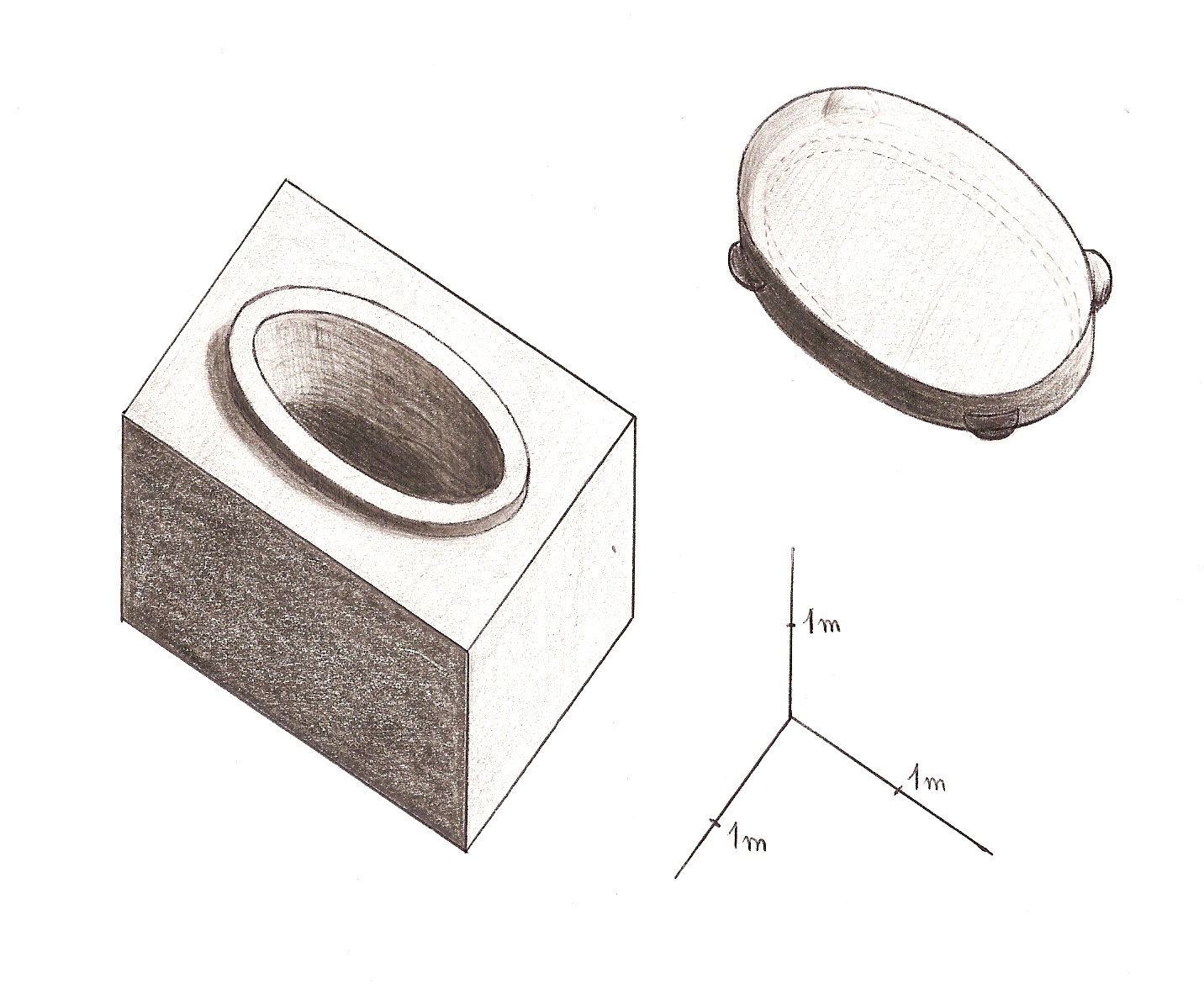
Dibuix del sarcòfag

Si s'hagués acabat, la piràmide hauria d'haver tingut una paret similar al model de les piràmides de Guiza.

### L'estructura interna
L'estructura interna que es conserva està excavada a terra i hauria d'haver quedat soterrada per la piràmide externa. S'entra pel nord, per una rampa d'accés de 106 metres de llargada que s'enfonsa en direcció sud fins als 21 metres d'alçada i que acaba al centre de la piràmide, la rampa es divideix en tres seccions, la primera, inclinada amb un angle d'uns 13 graus i amb una llargada d'uns 44 metres, acaba en un segon tram pla, sense inclinacions, d'uns 26 metres de llargada, i finalment comença un últim tram, el de més pendent, amb una inclinació d'uns 26 graus i una llargada d'uns 36 metres. Aquesta rampa hauria d'haver-se convertit en un gran corredor o passadís d'entrada si s'hagués acabat. El passadís desemboca en un fossar rectangular, de 24 metres d'amplada i 12 de llargada perpendicular al corredor d'entrada, dibuixant una gran "T". Aquesta fossa devia estar pensada com a cambra funerària, ja que dins del fossar, s'hi va trobar un gran sarcòfag de granit vermell amb forma de tub ovalat, però sense cap cos. El terra de la cambra està folrat amb grans lloses també de granit vermell o de pedra calcària, d'unes quaranta tones de pes cadascuna, i el sarcòfag, situat a la banda dreta de la cambra, està encastat a terra. El sarcòfag fa 3,15 metres de llargada, 2,22 d'amplada i un i mig de profunditat i té la tapa intacta. El sarcòfag està buit, però s'hi van trobar restes que fan pensar que s'hi va arribar a enterrar algú.

## El complex piramidal
Existeixen restes d'un mur de tancament del recinte de la piràmide que fa 465 metres de llargada i 420 d'amplada i que està orientat en un eix nord-sud com la Piràmide inacabada d'Abu Rawash i les de la tercera dinastia. Fins ara no s'han trobat restes ni del temple funerari, ni del temple de la vall, ni de cap temple solar, ni de cap piràmide o mastaba satèl·lit, ni de cap altre element similar. És possible que totes aquestes construccions, normalment presents en un complex piramidal d'aquestes característiques, no s'haguessin començat a edificar quan es va abandonar el jaciment.
La zona propera a la piràmide no s'ha arribat a excavar mai. Hi ha indicis de dues grans necròpolis a les terres que envolten la piràmide, una a l'est i l'altra a l'oest.